# Tramwaje w Aix-les-Bains
Tramwaje w Aix-les-Bains − zlikwidowany system komunikacji tramwajowej we francuskim mieście Aix-les-Bains, działający w latach 1897−1908.

## Historia
Tramwaje w Aix-les-Bains uruchomiono 18 kwietnia 1897. Do napędu tramwajów używano sprężonego powietrza w systemie skonstruowanym przez Ludwika Mękarskiego. System składał się z trzech linii do obsługi którego posiadano 10 wagonów. Tramwaje kursowały tylko w porze letniej od połowy kwietnia. W późniejszych latach pojawił się pomysł elektryfikacji linii, którego jednak nigdy nie zrealizowano. Z powodu wyeksploatowania system zlikwidowano w 1908. 